# Kidder (Dakota Południowa)
Kidder – jednostka osadnicza w Stanach Zjednoczonych, w stanie Dakota Południowa, w hrabstwie Marshall.